# Chelvīr
Chelvīr (persiska: چلویر) är en ort i Iran.   Den ligger i provinsen Khuzestan, i den centrala delen av landet, 400 km söder om huvudstaden Teheran. Chelvīr ligger 1 095 meter över havet och antalet invånare är 357.
Terrängen runt Chelvīr är kuperad åt sydväst, men åt nordost är den bergig. Terrängen runt Chelvīr sluttar söderut. Runt Chelvīr är det ganska tätbefolkat, med 56 invånare per kvadratkilometer. Närmaste större samhälle är Jangeh, 18,3 km öster om Chelvīr. Trakten runt Chelvīr består i huvudsak av gräsmarker.